# Argentina, tierra de amor y venganza
Argentina, tierra de amor y venganza é uma telenovela argentina produzida pela Pol-ka Producciones e exibida pela El Trece desde 11 de março de 2019.

## Enredo
Torcuato Ferreyra é um veterano da Guerra Civil Espanhola que conseguiu acumular uma grande fortuna na Argentina depois de trair seu melhor amigo, Bruno Salvat. No final da década de 1930, Bruno chega para vingar a traição de Torcuato e resgatar sua irmã Julia, que caiu nas garras de um cafetão. Bruno recebe asilo em um conventillo típico de Buenos Aires e a partir daí começa a traçar seu plano de vingança. Enquanto isso, Aldo, um promotor de viagens, fará o seu melhor para resgatar uma jovem e bela garota polonesa, Raquel, do bordel onde Julia está.

## Elenco

### Elenco principal
- Benjamín Vicuña como Torcuato Ferreyra
- Gonzalo Heredia como Aldo Lázaro Moretti
- María Eugenia Suárez como Raquel Novack Zimmerman
- Albert Baró como Bruno Salvat
- Delfina Chaves como Lucía Morel Anchorena
- Fernán Mirás como Samuel Trauman
- Andrea Frigerio como Madam Ivonne / Olga Bertuzzi
- Virginia Innocenti como Libertad Anchorena de Morel
- Mercedes Funes como Alicia Ferreyra
- Julia Calvo como Josefina
- Luciano Cáceres como Julio Salaberry
- Candela Vetrano como Anna Moretti
- Malena Sánchez como Francesca Moretti
- Diego Domínguez como Manuel Córdoba
- Ruggero Pasquarelli como Víctor "Toro" de Leone
- Matías Mayer como Edinson Gallo
- Federico Salles como Gabriel Celestino Morel Anchorena
- Gastón Cocchiarale como David Lowenstein
- Minerva Casero como Lidia Morel
- Soledad Fandiño como Mercedes "Mecha" Podesta / Dora Weisman
- Maite Lanata como Carmen Trauman
- Tomás Kirzner como  Julián Salinas
- Fausto Bengoechea como Juan Carlos "Alambre" Galván
- Franco Quercia como Malek Azadyan
- Ariel Pérez de María como Alí Azadyan
- Joaquín Flamini como Nino
- Juan Manuel Correa como Genaro

### Elenco recorrente
- Joaquín Berthold como Ernesto Sagasti